# Leineweberring

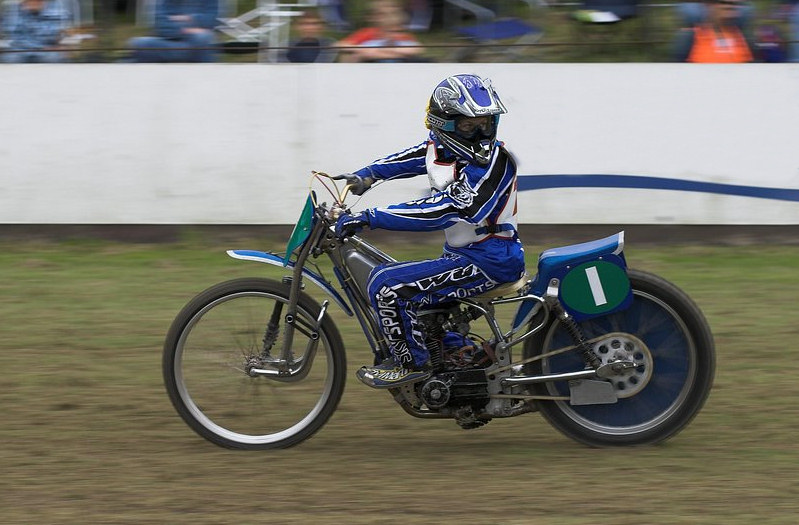
Grasbahnrennen auf dem Leineweberring in Bielefeld

Der Leineweberring ist eine Motorradrennstrecke für Gras- und Langbahnrennen an der Eckendorfer Straße im Bielefelder Stadtbezirk Heepen. Er ist Austragungsort verschiedener internationaler Motorradwettbewerbe. Betrieben wird die Strecke vom DMSC Bielefeld.

## Geschichte
Das Gelände des Leineweberrings, ein altes Sumpfgebiet im Bielefelder Stadtbezirk Heepen, wurde im Jahr 1972 durch den DMSC Bielefeld von der Stadt Bielefeld gepachtet. Nachdem der Verein seit seiner Gründung im Jahr 1950 schon auf verschiedenen Geländen im Bielefelder Stadtgebiet eine Heimat gefunden hatte, diese jedoch aus unterschiedlichen Gründen immer wieder aufgegeben mussten, sollte der Leineweberring nun eine dauerhafte Heimstätte des Vereins werden. Im Jahr 1973 konnte auf dem 700 Meter langen Oval das erste Rennen an den Start gehen. War das Umfeld der Strecke in den ersten Jahren von eher behelfsmäßiger Natur, schufen die Mitglieder des DMSC Bielefeld, größtenteils in Eigenarbeit, eine professionelle Anlage für Fahrer und Zuschauer. 
Im Laufe der Jahre machte sich der Leineweberring als Austragungsort verschiedener internationaler Wettbewerbe, darunter Welt- und Europameisterschaften, einen Namen. Die höchste Zuschauerzahl auf dem Leineweberring wurde mit 12.000 Motorsportfans im Jahr 1977 bei dem Endlauf zur Deutschen Langbahnmeisterschaft erreicht. Die höchste jemals erreichte Durchschnittsgeschwindigkeit liegt bei 120,17 km/h.

## Weitere Nutzung
Neben der Nutzung als Rennstrecke wird der Leineweberring auch für andere Veranstaltungen genutzt. So finden hier regelmäßig Flohmärkte, Treffen von Autofreunden, Drachensportlern und Entenliebhabern statt. Seit das Innenfeld zu einem Fußballplatz ausgebaut wurde, trägt der SV Baumheide seine Spiele auf dem Leineweberring aus. Auch ein Rugbyverein trainiert auf dem Innenfeld.

## Bedeutende Wettbewerbe
- Endlauf zur Deutschen Langbahnmeisterschaft 1977[1]
- Vorlauf zur Grasbahneuropameisterschaft 1985[1]
- Halbfinallauf zur Grasbahneuropameisterschaft 1996[1]
- Halbfinallauf zur Gras- und Langbahnweltmeisterschaft 1999[1]
- Halbfinallauf zur Gras- und Langbahnweltmeisterschaft 2001[1]
- Finallauf zur Gras- und Langbahnweltmeisterschaft 2002[1]
- Finallauf zur Gras- und Langbahnweltmeisterschaft 2003[1]
- Finallauf zur Seitenwageneuropameisterschaft 2008[2][3]